# François Suchanecki
François Suchanecki (Bázel, 1949. december 23. –) olimpiai és világbajnoki ezüstérmes svájci párbajtőrvívó.